# Tuzla (Isztambul)
Tuzla Isztambul tartomány egyik ázsiai oldalon fekvő körzete. Itt található az Isztambul Park Formula–1-es pálya.
A régészeti feltárások szerint Tuzla már a rézkorban lakott település volt, ahol halászattal is foglalkoztak. A legtöbb lelet a bizánci korból való, feltártak például több keresztény monostort is, ezen felül pedig ma is hét keresztény műemlék templom található a körzetben. A terület 1329 körül került oszmán kézre. Tuzlában egészen az 1920-as évekig nagyon sok görög lakott, a Lausanne-i békeszerződés értelmében őket Szalonikiből érkező török családokra cserélték.